# Julius Arnold Koch
Pour les articles homonymes, voir Koch.
Julius Arnold Koch (15 août 1864, Brême – 2 février 1956, Pittsburgh) est une chimiste germano-américain. Koch étudie la chimie à l'université de Munich, l'université de Heidelberg, et à l'université de Pittsburgh dont il sort diplômé en 1884 ; il devient à sa création le premier doyen (dean) de l'école de pharmacie de l'université de Pittsburgh (en), position qu'il conservera jusqu'à sa retraite en 1932. En 1897, lors d'un séjour en Allemagne, il découvre avec l'allemand Ludwig Gattermann la réaction de Gattermann-Koch, une variante de la réaction de Gattermann, une méthode permettant de synthétiser le benzaldéhyde à partir du monoxyde de carbone.